# Agustín Pichot
Agustín Pichot (Buenos Aires, 22 de agosto de 1974) es un exjugador argentino de rugby, de ascendencia francesa, que se desempeñó como medio scrum.
Con la selección argentina jugó cuatro Copas del Mundo, siendo capitán en la edición de 2007 disputada en Francia, donde el seleccionado argentino finalizó en el tercer puesto. Recibió el Premio Konex de Platino en 2000 y 2010 como mejor rugbier de la década en Argentina. Desde 2011, es miembro del Salón de la Fama de la World Rugby y desde mayo de 2016 hasta mayo de 2020 fue el vicepresidente de World Rugby.

## Trayectoria
Sus comienzos como jugador fueron en el Club Atlético San Isidro (CASI), donde jugaba con sus dos hermanos: Joaquín y Enrique (este último fue entrenador de Los Pumitas). En 1999, luego de una excelente participación en el mundial, Agustín emigró hacia el Viejo Continente para mejorar su juego. Es así como empezó a jugar en el club inglés Richmond, donde luego de un par de temporadas se convirtió en el primer capitán extranjero del equipo.
Agustín debutó en la selección de rugby de Argentina (Los Pumas) en 1995 frente a Australia.
Con una carrera en alza y un nombre cada vez más reconocido, tanto por su participación en el campeonato inglés como por su indiscutida titularidad en la selección argentina, Pichot fue en busca de más progreso y de más gloria.
Arribó en el año 2003 al Stade Français de la ciudad francesa de París. El primer año en la institución, junto con otros argentinos como Juan Martín Hernández e Ignacio Corleto y el argentino nacionalizado italiano Diego Domínguez, Agustín levantó el trofeo del campeonato y se consolidó como titular en el equipo.
Agustín es el jugador argentino que más veces vistió la camiseta de los míticos Barbarians. En total, representó al combinado en siete encuentros. El primero, el 6 de abril de 1996, contra Cardiff y el último el 26 de mayo de 2002 ante Inglaterra XV. Entre estos dos partidos, jugó cinco más: vs. Escocia XV (17 de agosto de 1996 - 1 try), Gales (24 de agosto de 1996), Leicester Tigers (23 de mayo de 1999), Irlanda XV (28 de mayo de 2000 - 1 try) y ante Sudáfrica XV (10 de diciembre de 2000 - 1 try).
En 2006, se lo considera indispensable en Los Pumas, y se adueña de la cinta de capitán luego del retiro del profesionalismo de Lisandro Arbizu. Dos años más tarde anunció su retiro de Los Pumas.

### Participaciones en Copas del Mundo
Pichot jugó su primer mundial en Sudáfrica 1995, donde los Pumas perdieron todos sus partidos de la fase de grupos por 6 puntos. Cuatro años más tarde llegaría el histórico mundial de Gales 1999, Argentina inauguró el mundial ante Gales, siendo derrotado 23-18. Agustín marcó un try ante Japón. Argentina saldría calificado mejor tercero en la fase de grupos, superando por primera vez dicha etapa y donde debía jugar un play-off contra Irlanda para clasificar a cuartos de final; los Pumas triunfarían 24-28 y luego serían eliminados del mundial por Les Blues donde Agustín marcó un try.
El tercer mundial de Agustín fue Australia 2003 donde los Pumas no pudieron vencer al XV del trébol en un duelo clave por la clasificación a cuartos de final. Finalmente en el año 2007, descolló en sus esfuerzos cómo capitán de Los Pumas en Francia 2007, en el cual Argentina venció a Francia en la inauguración del torneo, Georgia, Namibia e Irlanda para ganar su grupo. En cuartos de final vencerían a Escocia para hacer historia y llegar por primera vez a semifinales donde enfrentaron a los eventuales campeones mundiales, los Springboks, siendo la única derrota en el torneo. Argentina enfrentó nuevamente a Les Blues por el tercer lugar del mundial donde una vez más Los Pumas triunfaron 10-34. Hasta hoy, es el mejor desempeño de Argentina en un mundial.
| Mundial                       | Sede      | Resultado        | PJ | Tries |
| ----------------------------- | --------- | ---------------- | -- | ----- |
| Copa Mundial de Rugby de 1995 | Sudáfrica | Primera fase     | 0  | 0     |
| Copa Mundial de Rugby de 1999 | Gales     | Cuartos de final | 4  | 2     |
| Copa Mundial de Rugby de 2003 | Australia | Primera fase     | 4  | 0     |
| Copa Mundial de Rugby de 2007 | Francia   | Tercer puesto    | 6  | 0     |

## Su labor por el rugby fuera de la cancha
Si bien se alejó de las canchas, teniendo su partido despedida en su club, el Club Atlético de San Isidro, rodeado de amigos y familiares, Agustín Pichot nunca tomó distancia del rugby. A partir de la auspiciosa capacidad para concretar proyectos, empezó a manifestarse como dirigente: lideró con la Unión Argentina de Rugby las negociaciones para incluir a Los Pumas en el prestigioso The Rugby Championship, misión que se materializó en agosto de 2012 y que continúa hasta el día de hoy.
También colaboró de manera directa con la International Rugby Board, hoy llamada World Rugby, para lograr que el Comité Olímpico Internacional aceptara reincorporar al rugby, tras 92 años de ausencia, como disciplina olímpica, algo que se hizo realidad en los Juegos de Río de Janeiro 2016.
Dicha tenacidad, entre otras virtudes, le valió que, a fines de 2011, la IRB lo incluyera en su Salón de la Fama, convirtiéndolo en el segundo argentino en alcanzar este privilegio, después de Hugo Porta.
En la actualidad, Agustín Pichot, es el representante de la Unión Argentina de Rugby ante World Rugby y la Sanzar, organización que nuclea las uniones de Australia, Nueva Zelanda y Sudáfrica y de la que ahora Argentina también es parte.
Uno de sus mayores triunfos en los escritorios, fundamentado, entre otras cosas, por el crecimiento del seleccionado argentino luego de su inserción en el Rugby Champsionship, fue el de concretar la incorporación de una franquicia de la Unión Argentina, denominada Jaguares, en el torneo de Super Rugby de Sanzar desde el año 2016. "El ingreso de Los Pumas en el 2012 en el torneo Rugby Championship junto a los seleccionados de Australia, Nueva Zelanda y Sudáfrica fue una parte importante de este proceso de crecimiento, pero faltaba este último y trascendental paso que es el de sumar una franquicia argentina en el torneo Super Rugby", declaró Pichot luego de la firma del acuerdo.
En mayo de 2016 fue elegido por unanimidad como vicepresidente de la World Rugby, cargo en el que acompañará al nuevo presidente, el inglés Bill Beaumont, hasta el año 2020. “Esta designación es un honor y un orgullo para el rugby argentino. Estoy acá por la historia de nuestro rugby y porque estuve presente en estos últimos años, en los que Argentina logró insertarse de manera muy positiva en el rugby internacional. Se está premiando al rugby argentino con esta designación y no a mí como persona”, resumió Pichot el día de la elección.
En abril de 2020 compitió en elecciones por las presidencia de World Rugby contra Bill Beaumont, quien se presentó para un segundo mandato. El triunfador fue el inglés, por 28 votos a 23.

## Vida personal
Hijo de Enrique Pichot y Cristina López Campagna. Es el tercero de cuatro hermanos: Bárbara, Enrique y Joaquín. Cuando era bebe sufrió de una enfermedad popularmente conocida como Pata de cabra, que lo sanó una curandera de una villa.
Creció en Martínez, Partido de San Isidro. Es primo de Malena Pichot. Nieto de María Angélica López Campagna y nieto de Juan Carlos López, con quien Agustín compartió y disfrutó sus veranos ayudándolo en la tarea de repartidor de diarios.
Empezó a jugar al rugby en el CASI a los 4 años. En su adolescencia conoció a Florencia quien es la madre de sus dos hijas: Valentina y Joaquina.
Su padre, Enrique Alberto Pichot, murió a los 53 años de cáncer el 30 de abril de 1999.
Desde 2001, es padrino de la comunidad toba de Derqui.
Es hincha de Club Atlético Boca Juniors.